# Edwin McMillan
Pour les articles homonymes, voir McMillan.
Edwin Mattison McMillan (18 septembre 1907 – 7 septembre 1991) fut le premier scientifique à obtenir un élément transuranien. Il est colauréat avec Glenn Theodore Seaborg du prix Nobel de chimie en 1951 pour des travaux sur les éléments transuraniens.

## Biographie
Il est né à Redondo Beach en Californie. Il a fait ses études au California Institute of Technology, puis soutenu sa thèse à l'université de Princeton en 1932.
Après son doctorat, il a rejoint le personnel de l'université de Californie à Berkeley, puis le Berkeley Radiation Laboratory lors de sa fondation en 1934.
En 1940, il découvrit le neptunium, produit de la désintégration de l'uranium 239, en utilisant le cyclotron de Berkeley. Durant la Seconde Guerre mondiale, il a participé aux recherches sur le radar, le sonar et les armes nucléaires. En 1945, il eut des idées pour l'amélioration du cyclotron, qui ont mené au développement du synchrotron.
Lui et Glenn Theodore Seaborg sont colauréats du prix Nobel de chimie de 1951 « pour leurs découvertes en chimie des éléments transuraniens ».
En 1946, il est devenu professeur à Berkeley, puis en 1954 directeur associé du Lawrence Radiation Laboratory. Il en devint le directeur en 1958, et le resta jusqu'à sa retraite en 1973.
Il a été élu au National Academy of Sciences en 1947. Son épouse Elsie est décédée en 1997 à 84 ans.